# Simón del desierto
Simón del desierto es una película surrealista mexicana de 1965, escrita y dirigida por Luis Buñuel, y protagonizada por Claudio Brook y Silvia Pinal. Esta es la única parte de la película en la que Pinal realiza un desnudo, el cual fue presentado en las películas, La fuerza del deseo (1955), El Seductor (1955), La ilegítima (1956) y La Diana Cazadora (1956), protagonizadas por Ana Luisa Peluffo. Esta cinta está basada libremente en la historia del santo asceta sirio del siglo V Simeón el Estilita, que vivió durante 39 años en lo alto de una columna.  
Luego de Viridiana (1961) y El ángel exterminador, Simón del desierto fue el tercero y último proyecto de Buñuel protagonizado por Pinal y producido por Gustavo Alatriste, en ese entonces el esposo de la antedicha actriz. También fue el último trabajo del período mexicano de Buñuel antes de regresar a Europa. Hoy en día, es generalmente aclamado por críticos de cine, quienes lo consideran una de las obras más demostrativas del director.

## Argumento
Cuando el asceta Simón ha pasado seis años, seis semanas y seis días en una pequeña plataforma sobre un pilar de aproximadamente tres metros de altura en medio del desierto, una multitud de monjes y campesinos se reúnen a su alrededor y lo invitan a trasladarse a un pilar mucho más alto que ha sido erigido por una familia adinerada para agradecerle por curar a uno de ellos. Los campesinos le piden ayuda mientras lo conducen hasta el nuevo pilar, y su anciana madre se acerca y dice que desea estar cerca de él hasta su muerte. Él le permite quedarse, aunque dice que no la reconocerá para que no lo distraiga de sus oraciones. Los monjes intentan otorgarle las órdenes sagradas a Simón, pero él se niega, diciendo que es un pecador indigno.
Una vez en lo alto de su nuevo pilar, Simón dirige a la multitud que está abajo para declamar el padrenuestro, pero una mujer lo interrumpe para pedirle que ayude a su esposo, al que le cortaron las manos por robar. Simón reza y las manos del hombre reaparecen, pero ni el hombre ni nadie se impresionan demasiado por el milagro y los campesinos se van. Los monjes se quedan para rezar con Simón, pero se van después de que éste regaña a uno de ellos por mirar a una mujer que pasa por allí con un cántaro, dejando a Simón y a su madre solos en el desierto.
El hermano Matías, un joven monje, entrega lechuga y agua a Simón, interrumpiendo sus oraciones. Simón se frustra cuando Matías se va, ya que había logrado olvidar su cuerpo, pero ahora tiene hambre y sed y anhela sentir la tierra y abrazar a su madre. En ese momento, el diablo, que también era la mujer con el cántaro, se le aparece a Simón vestido como una joven futurista. Ella intenta tentarlo con su cuerpo y lo golpea en la espalda, pero él la destierra apelando a Cristo.
Un día, mientras Simón está dirigiendo a los monjes reunidos en una oración sobre el ascetismo, el hermano Trifón interrumpe para decir que ha encontrado queso, pan y vino en el saco de comida de Simón. Simón se niega para defenderse, y Trifón jura que él no puso la comida en el saco, por lo que los monjes rezan al Espíritu Santo para que les muestre quién es el culpable. Trifón tiene un ataque, durante el cual admite haber plantado la comida y despotrica contra Simón y las enseñanzas de la Iglesia, y Simón exorciza a Satanás de él. Mientras los otros monjes llevan a Trifón de vuelta al monasterio, Simón les dice que envíen a Matías lejos hasta que pueda dejarse crecer la barba, ya que es demasiado joven para estar tan cerca de las tentaciones del diablo.
Cuando ha estado en lo alto de la columna durante ocho años, ocho meses y ocho días, Satanás se acerca a Simón vestido de Dios. Ella lo adula y al principio él se deja engañar, pero se da cuenta de la artimaña cuando ella le dice que está triste por sus excesivos sacrificios y le dice que baje y experimente los placeres terrenales si quiere acercarse a Dios. Él la rechaza y ella se va, después de lo cual Simón decide que, como penitencia por confundir al diablo con Dios, de ahora en adelante se parará sobre una pierna.
El monje que miró a la mujer visita a Simón para pedirle perdón y bendición y para decirle que el anticristo se acerca a Roma con un ejército. Comenta que la humanidad siempre estará en conflicto debido a sus ideas sobre la propiedad y, cuando Simón no puede entenderlo, dice que teme que Simón se haya desconectado del mundo exterior y sea de poca utilidad para él. Simón bendice al monje y se va.
Un ataúd se desliza por el desierto hacia la columna de Simón. Satanás sale y lo transporta a los años sesenta a un club nocturno lleno de gente, donde una banda de rock instrumental se encuentra tocando en vivo. La pareja está vestida con ropa moderna y sentada a una mesa. Simón, que parece desinteresado, le pregunta a Satanás qué baile está haciendo la gente. Ella responde que el baile energético se llama «carne radiactiva». Un hombre le pide a Satanás que se una a él y Simón se levanta para volver a casa, pero Satanás le dice que tiene que «aguantar hasta el final».

## Reparto
- Claudio Brook como Simón
- Silvia Pinal como el diablo
- Enrique Álvarez Félix como hermano Matías, el joven monje
- Hortensia Santoveña como la madre de Simón
- Francisco Reiguera como un viejo monje
- Luis Aceves Castañeda como hermano Trifón, el monje que calumnia a Simón cuando es poseído
- Enrique García Álvarez como el hermano Zenón, un viejo monje
- Antonio Bravo como el monje que intenta ordenar a Simón
- Enrique del Castillo como el hombre mutilado, al que le cortaron las manos por robar
- Eduardo MacGregor como el monje que mira a una mujer y luego sube una escalera para hablar con Simón

### Sin acreditar
- Jesús Fernández como el enano cabrero
- Ángel Merino como Praxedes, el hombre rico que le dona una columna más alta a Simón

## Producción

### Desarrollo
En 1960, después de un largo exilio en México, Buñuel regresó a su país natal, España, para dirigir Viridiana. Dicha producción escandalizó al Vaticano y al gobierno español, lo que llevó a Buñuel a reanudar su exilio. De regreso a México, dirigió El ángel exterminador en 1962, y Simón del desierto en 1965. Las tres películas fueron protagonizadas por Silvia Pinal, e incluyeron elementos críticos hacia la religión, conservando recursos del período surrealista que distinguía a Buñuel.

### Rodaje
El largometraje tuvo sus filmaciones principales en los médanos de Samalayuca, Chihuahua, mientras que la escena final se grabó en los Estudios Churubusco.
Sobre la duración original de la producción, Silvia Pinal comentó: 

«No es cierto que Simón del desierto fue un medio metraje por problemas económicos de Gustavo Alatriste. Fue un problema de producción. Iban a ser tres historias con distintos directores. La de Buñuel era una. Alatriste y yo fuimos a Europa y buscamos a Federico Fellini, que hubiera filmado encantado con Buñuel, pero propuso de actriz a su esposa Giulietta Masina. Vimos a otro, Jules Dassin, que también aceptaba si llevaba a Melina Mercouri, su mujer. Le dijimos que no, porque se trataba de que las tres historias las hiciera yo. Entonces, como todos querían dirigir a sus esposas, Alatriste quiso dirigir su propia parte con su esposa, conmigo. Dije que no, y ese fue el principio de nuestra separación. Alatriste no quiso entender, o le dolió mucho, que yo le explicara que no podía dirigir al lado de Buñuel.»

En un momento, la propia Silvia Pinal también sugirió a Vittorio de Sica y a Orson Welles. De hecho, en algunos circuitos, el proyecto se distribuyó junto a Una historia inmortal (1968), de Welles.

## Estreno
Simón del desierto se proyectó por primera vez el 27 de agosto de 1965 durante el Festival Internacional de Cine de Venecia de ese año, donde ganó un Premio FIPRESCI y un Premio Especial del Jurado. Más tarde se lanzó en Nueva York, el 11 de febrero de 1969.

## Recepción

### Crítica
Una reseña contemporánea en el Monthly Film Bulletin, dijo que la corta duración de la película asegura «que el aislamiento de Simón, filmado por Figueora con maravilloso ingenio, nunca corre el riesgo de volverse tedioso. Por otro lado, la creatividad de Buñuel está en tan buena forma que uno no puede evitar lamentar la pérdida de esos minutos adicionales sin filmar», y concluyó diciendo que la película «es una pequeña anécdota sorprendente, encantadora y saludablemente perversa, con mucho más sentido en su dura teología del que uno podría encontrar en toda una tribu de epopeyas bíblicas.»
Simón del desierto ha recibido varios elogios desde su estreno original. En la página de reseñas Rotten Tomatoes, la película tiene un índice de aprobación del 100% basado en 17 reseñas, con una calificación promedio de 8.5/10.

## Legado

### En la cultura popular
En 2003, el video musical de la canción «The Laws Have Changed» del grupo The New Pornographers, incluida en su álbum Electric Version, hace fuerte referencia a la conclusión de la película, con una figura parecida a Simón atraída desde su columna hasta un club nocturno donde se reproduce el tema.

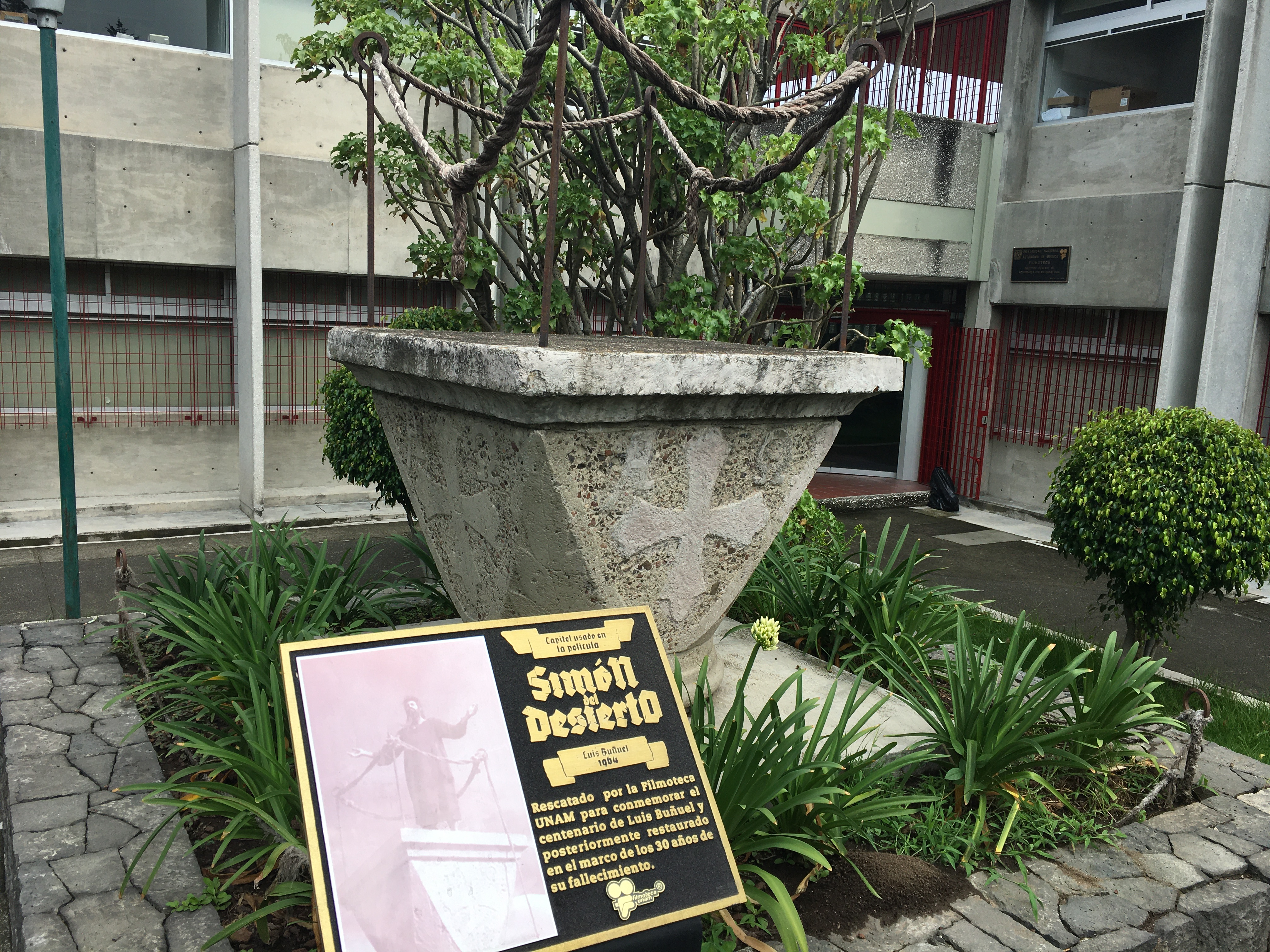
Pedestal original de la cinta dentro de la Filmoteca de la UNAM, fotografiado en 2022.

En 2019, dentro de las instalaciones de la Filmoteca de la UNAM, localizada en Ciudad de México, se instaló como pieza de exhibición el pedestal original utilizado por Buñuel para la realización de la cinta.